# タロイモ
タロイモ（英語: taro）は、サトイモ科の植物のうち、根茎を食用とするために栽培されている栽培種の総称。

## 概要
タロイモは世界各地の温暖な地域で根菜として利用されている。熱帯アジアやオセアニア島嶼域、アフリカの熱帯雨林地帯ではさらに多くの種や、その品種群が多く栽培されており、これを主食としている民族や地域も多い。畑作だけでなく水田耕作でも栽培されている。また、若葉は葉菜として利用される。
近年ではセレベス芋の名でスラウェシ島原産ものが、比較的市場に出回るようになっている。キプロスにはコロカシと呼ばれるタロイモがある。
ポリネシアでは、タロイモから作るポイというペースト状の食品が主食とされていた。また、ハワイではタロは「カロ」(kalo) と呼ばれて、伝統料理に豚肉をカロの若葉で包んで蒸し焼きにするラウラウという料理があり、もともとハワイ先住民の神話では祖先のハーロアの死産した兄弟からタロイモができたとされて、大切にされてきた。
古代マレー地方が原産と考えられている。
サトイモ、エビイモ、エグイモ、カラノイモ、タケノコイモ、タイモもタロイモの一種であり、サトイモはタロイモのうち最も北方で栽培されている品種群である。

## 国別の生産量
2011年における国別の生産量は以下の通りである。
| 順位 | 国名           | 生産量(万トン) | 全世界に占める重量比 (wt%) |
| ---- | -------------- | -------------- | -------------------------- |
| 1    | ナイジェリア   | 327            | 33.9                       |
| 2    | 中華人民共和国 | 165            | 17.1                       |
| 3    | カメルーン     | 157            | 16.3                       |
| 4    | ガーナ         | 130            | 13.5                       |
| 5    | マダガスカル   | 22             | 2.3                        |
| ‐    | 世界計         | 962            | 100.0                      |